# Kamut
Kamut là một thị trấn thuộc hạt Békés, Hungary. Thị trấn này có diện tích 60,48 km², dân số năm 2010 là 1045 người, mật độ 17 người/km².